# سيرجيو مارتيني
سيرجيو مارتيني (بالإيطالية: Sergio Martini)‏ هو متسلق جبال إيطالي، ولد في 29 يوليو 1949 في روفيريتو في إيطاليا.